# Antonín Slavíček

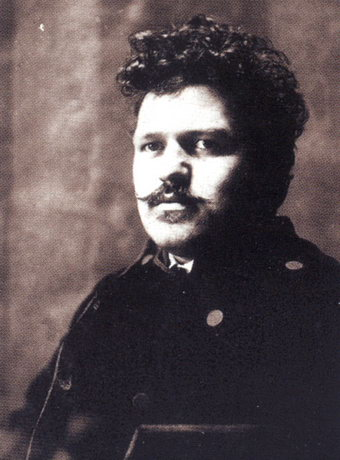
Antonín Slavíček

Antonín Slavíček (Praag, 16 mei 1870 – aldaar, 1 februari 1910) was een Tsjechisch kunstschilder. Hij wordt gerekend tot het impressionisme.

## Leven en werk
Slavíček maakte in 1886 een studiereis naar München en begon vervolgens een studie aan de Academie voor Beeldende Kunsten te Praag, onder Julius Mařák. In 1891 exposeerde hij voor het eerst in Praag, samen met enkele andere Mařák-leerlingen. Aanvankelijk schilderde hij vooral landschappen in het district Stará Boleslav, later ook in Okres Chrudim (Kameničky).
In de jaren 1890 schakelde Slavíček geleidelijk over van het realisme naar het impressionisme. Hij toonde zich een meester in het vastleggen van licht en schaduw en probeerde via een vlekachtige techniek vaak een indruk van beweging mee te geven in zijn schilderijen. Hij exposeerde vanaf 1898 regelmatig bij de kunstenaarsbond 'Manés'. Rond 1900 kwam hij in contact met de Franse impressionisten, die zijn werk hadden ontdekt, maar hij liet zich in zijn specifieke stijl verder niet door hen beïnvloeden. Vanaf 1905 schilderde hij veel stadsgezichten in Praag. Vaak liet hij ook zijn vrouw Bohumila Brynychová in zijn werken figureren.
In 1899 volgde Slavíček Mařák op als hoofd van de Academie in Praag, maar tot zijn teleurstelling kreeg hij geen officiële leerstoel. In 1909 kreeg hij tijdens het zwemmen een beroerte, waarna hij gedeeltelijk verlamd raakte. Er volgde een lange revalidatieperiode, waarbij hij nog probeerde te schilderen met zijn linkerhand. Teleurgesteld door de minimale vooruitgang in zijn toestand schoot hij zich in 1910 een kogel door het hoofd, op 39-jarige leeftijd. Hij ligt begraven op de Olšany-begraafplaats in Praag.

## Galerij

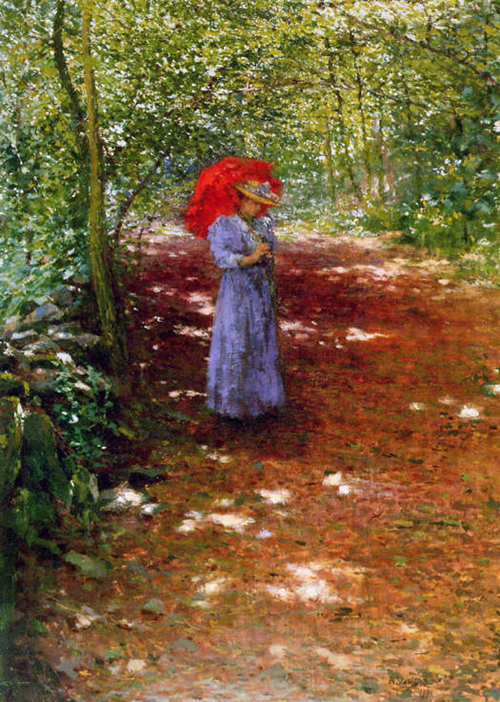
Wandeling (Bohumila Brynychová)
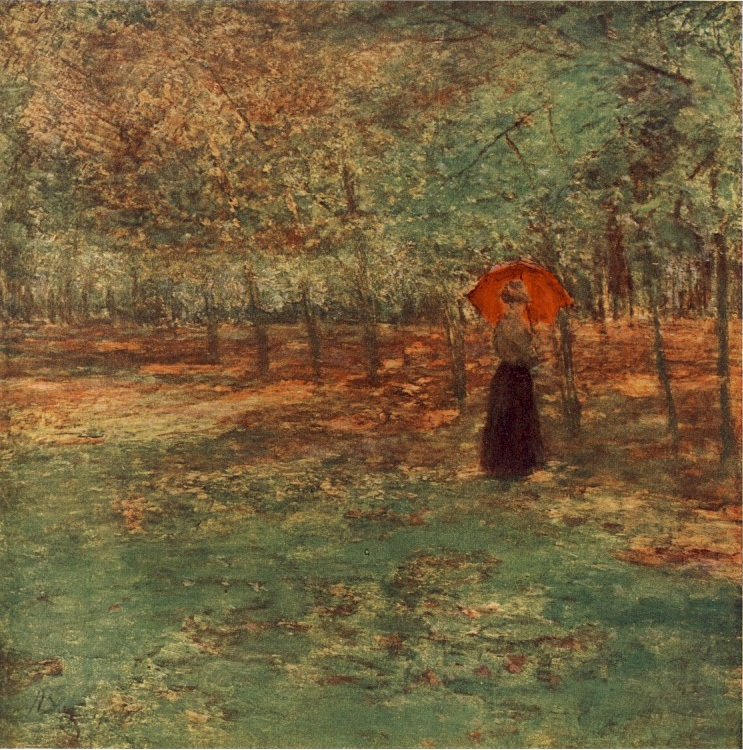
Procházka ve Hvězdě
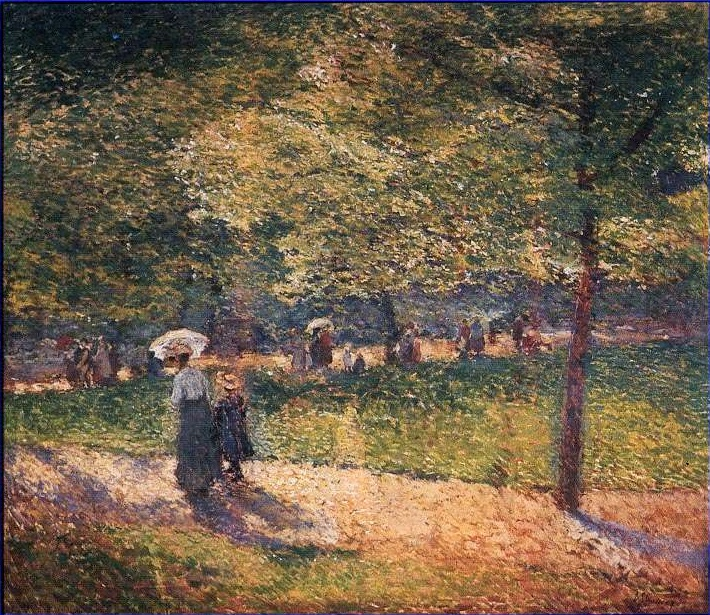
Stromovka Park
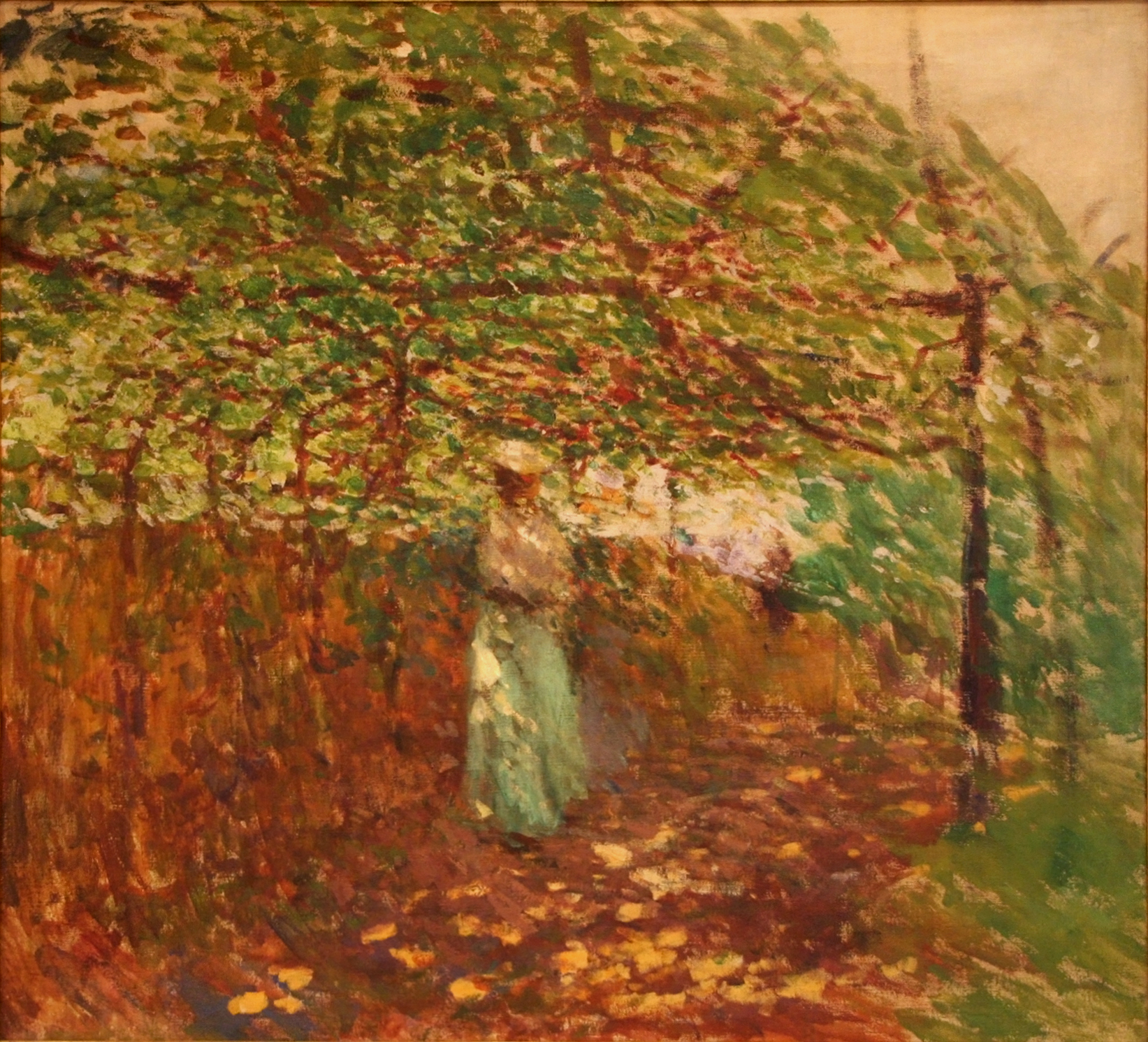
Tuin
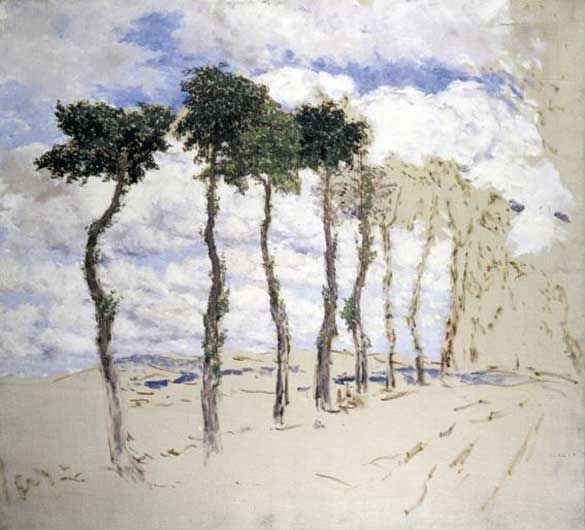
Weg bij Žamberk
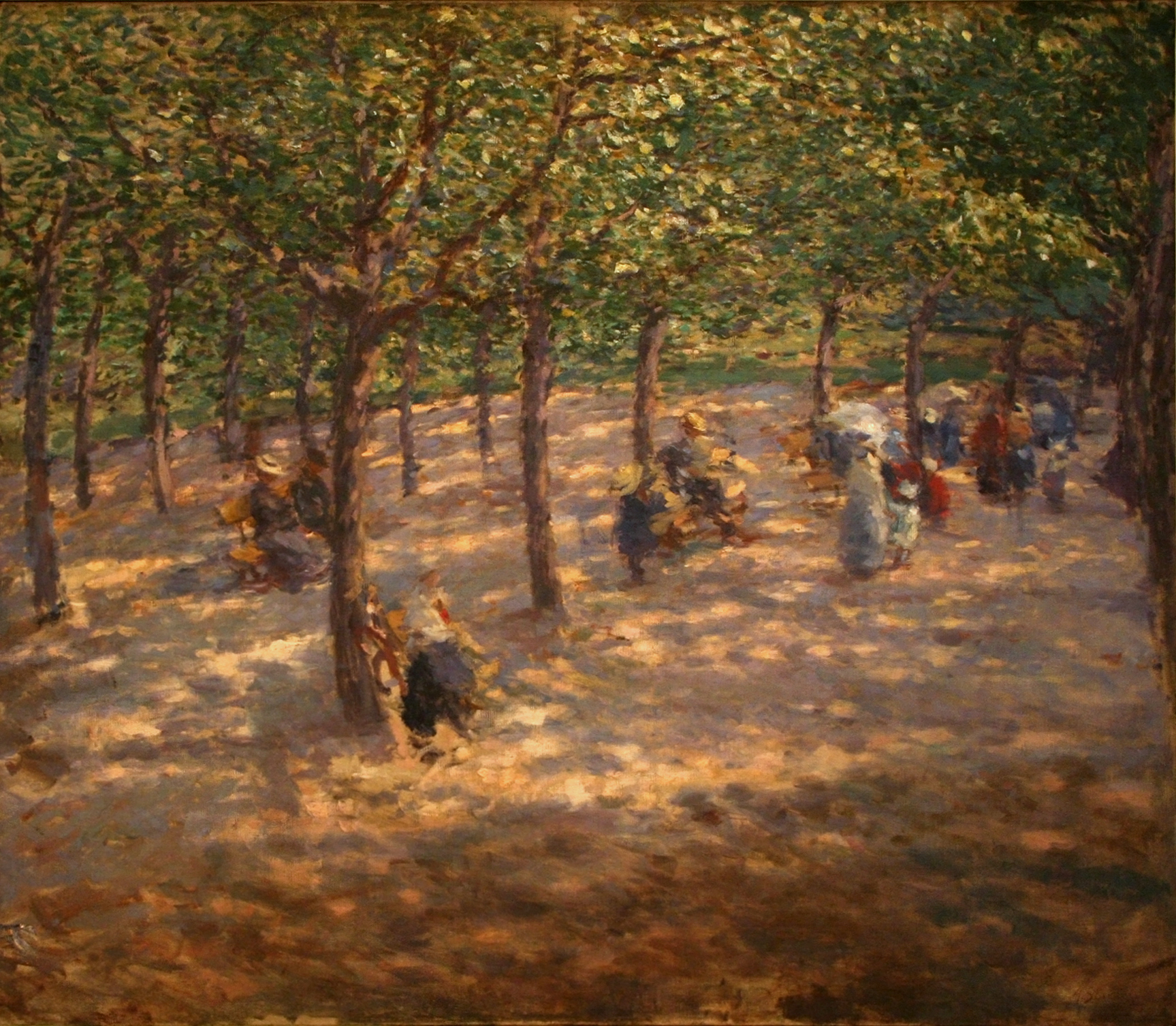
Letná Park
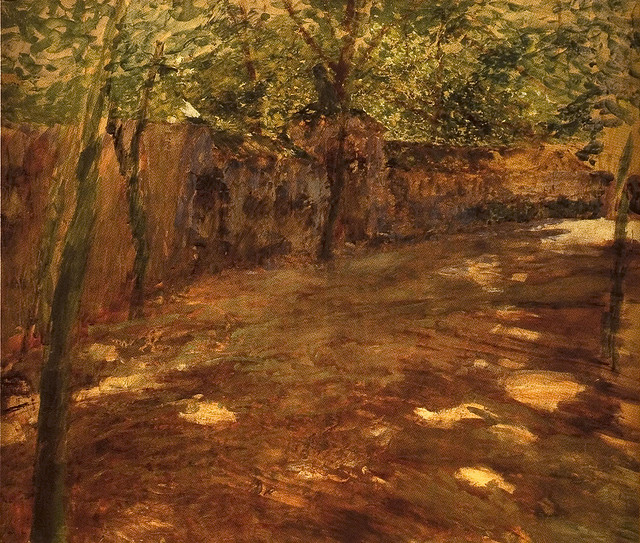
Tuinmuur
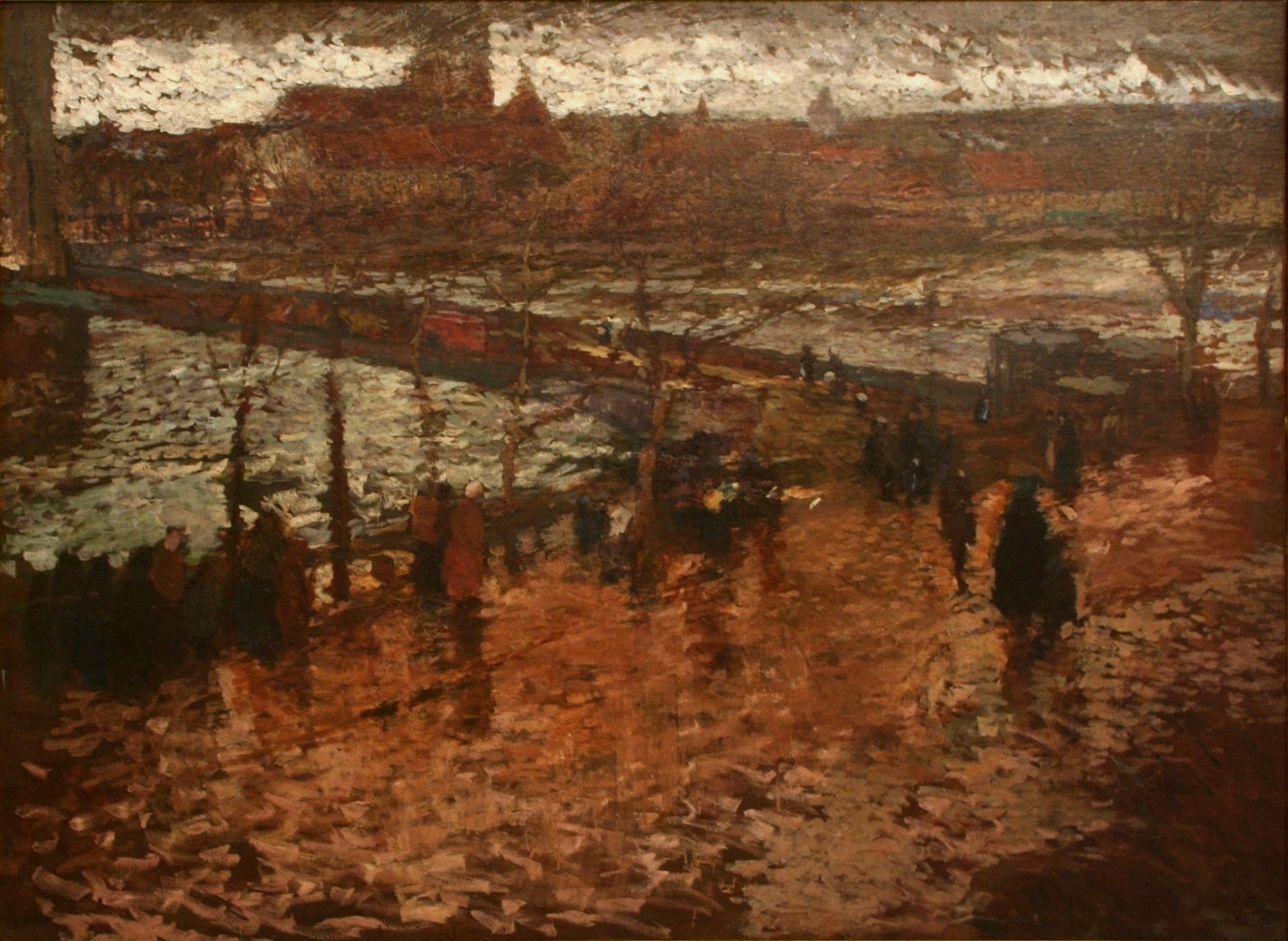
Eliščin Bridge
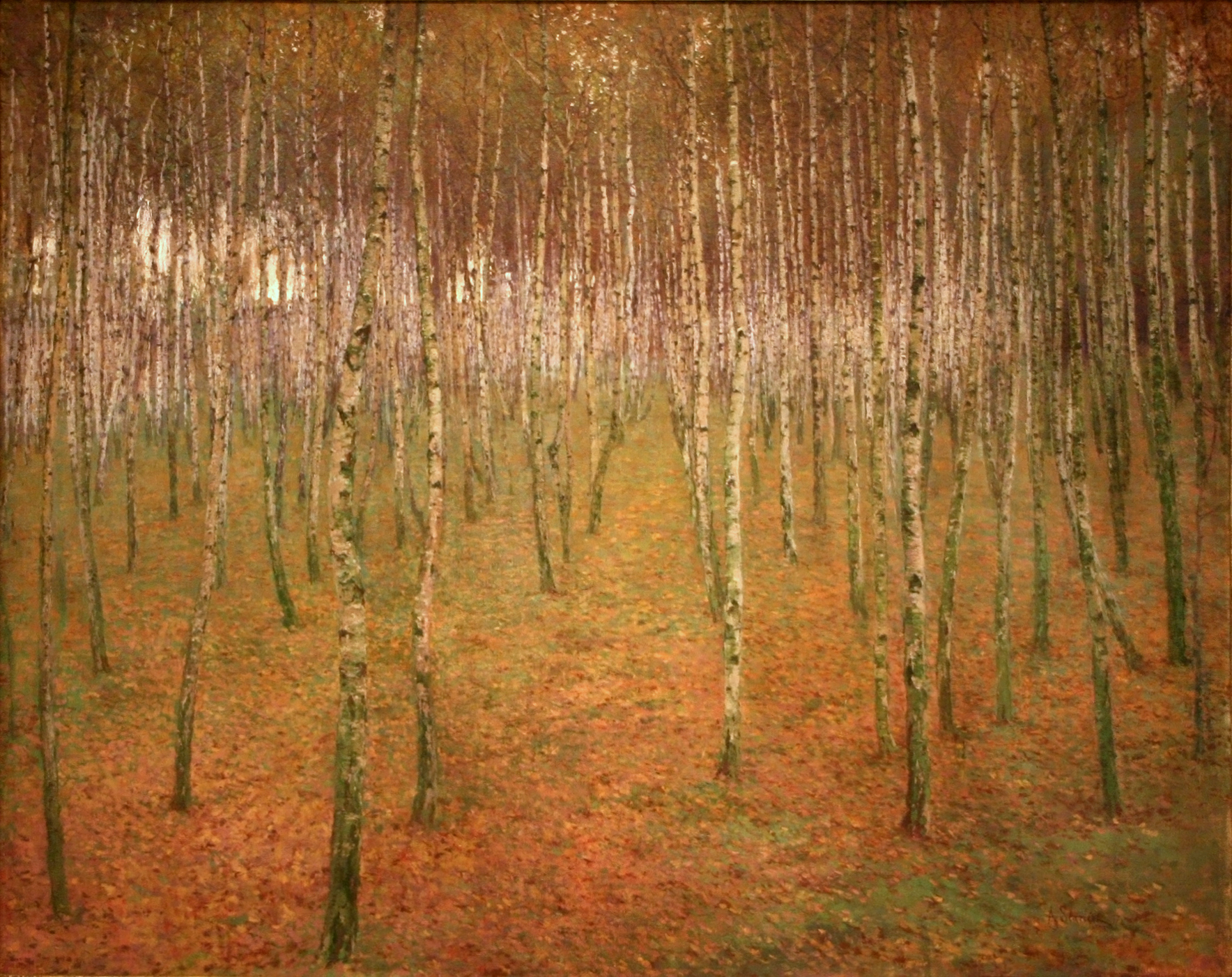
Berkenstemming
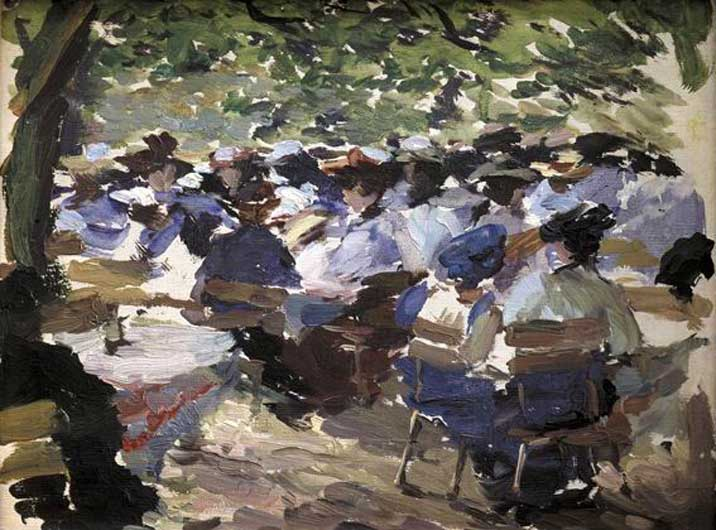
In het Stromovka Park